# Leptoscela
Leptoscela là một chi thực vật có hoa trong họ Thiến thảo (Rubiaceae).

## Loài
Chi Leptoscela gồm các loài: